# Rocco Hunt
Rocco Hunt, pseudonimo di Rocco Pagliarulo (Salerno, 21 novembre 1994), è un cantautore e rapper italiano.
Vincitore del Festival di Sanremo 2014 nella sezione "Nuove proposte" con il singolo Nu juorno buono, ha vinto anche il Premio Emanuele Luzzati e il Premio Assomusica.

## Biografia

### 2010-2012: Prime pubblicazioni
Nato e cresciuto nel quartiere salernitano di Pastena, all'età di undici anni ha mosso i primi passi nel mondo dell'hip hop, partecipando a varie jam e gare di freestyle. Scelto lo pseudonimo Hunt MC, nel 2010 l'artista ha pubblicato l'EP di debutto A' music è speranz attraverso l'etichetta indipendente Dint Recordz.
Successivamente ha cambiato il proprio pseudonimo in Rocco Hunt e nel 2011 pubblica sotto la Honiro Label il mixtape Spiraglio di periferia, contenente collaborazioni con artisti come Clementino e Ntò e che ha riscosso un buon successo nella scena hip hop underground italiana e napoletana, soprattutto grazie al video musicale del brano O' mar 'e o' sole (in collaborazione con Clementino). In seguito al successo di Spiraglio di periferia, nel 2012 è stata pubblicata una versione deluxe contenente quattro brani inediti.

### 2013:Poeta urbano
Nel 2013 il rapper firma per la major discografica Sony Music e pubblica Poeta urbano, primo album ufficiale prodotto, tra gli altri, da Fabio Musta, Shablo e Fritz da Cat e anticipato dai singoli Io posso e Fammi vivere, rispettivamente pubblicati il 14 giugno e il 21 giugno. Dal disco è stato estratto anche un terzo singolo, intitolato L'ammore overo e pubblicato il 27 settembre.

### 2014-2015: Vittoria a Sanremo Giovani 2014 eA verità
Nel 2014 partecipa alla 64ª edizione del Festival di Sanremo e vince nella sezione "Nuove proposte" con il brano Nu juorno buono (prima vittoria di un brano hip hop nella storia delle "Nuove proposte" del Festival). Il 17 febbraio 2014 Nu juorno buono è stato pubblicato sull'iTunes Store come singolo apripista del secondo album in studio, intitolato 'A verità e pubblicato il 25 marzo 2014. L'album ha visto la partecipazione dei rapper Clementino, Noyz Narcos, Ensi, Gemitaiz, MadMan e Nitro e dei cantautori Federico Zampaglione, Eros Ramazzotti ed Enzo Avitabile, e ha debuttato alla prima posizione nella classifica italiana degli album.
Il 1º marzo 2014 è stato premiato, a nome della città, dal sindaco Vincenzo De Luca in piazza Amendola a Salerno, dove il rapper per l'occasione si è esibito in un concerto davanti ai suoi fan. Il 9 maggio l'album è stato certificato disco d'oro dalla FIMI.
Il 16 maggio sono stati pubblicati il video del brano Tutto resta e il secondo singolo estratto da 'A verità, ovvero Vieni con me. Il 25 e il 26 giugno 2014 ha partecipato al Summer Festival eseguendo Nu juorno buono e Vieni con me.
Il 15 ottobre 2014 il rapper ha annunciato la riedizione dell'album, denominata 'A verità 2.0 e pubblicata il 4 novembre dello stesso anno. Ad anticipare la riedizione è stato il singolo Ho scelto me, pubblicato il 17 ottobre. Il 18 dello stesso mese ha partecipato in qualità di Ballerino per una notte al talent show Ballando con le stelle.
Il 10 novembre 2014 è stato pubblicato l'album Libere della cantante Deborah Iurato, contenente tra le varie tracce anche Sono molto buona, incisa in collaborazione con il rapper. Il 2 dicembre dello stesso anno Rocco Hunt ha pubblicato il libro Il sole tra i palazzi in collaborazione con Federico Vacalebre.
Il 5 maggio 2015 è uscito l'album Ora o mai più del produttore italiano Don Joe, contenente tra le varie tracce Woodstock che vede la collaborazione di Rocco Hunt e Clementino. Il 25 settembre dello stesso anno è invece uscito Bella Lucio!, album tributo a Lucio Dalla che contiene, tra gli altri, anche il brano di Rocco Hunt Una lacrima.

### 2015-2016:SignorHunt
Dopo un anno passato a comporre nuovo materiale, il 4 settembre 2015 Rocco Hunt ha reso disponibile il singolo Vene e vvà, atto ad anticipare l'uscita del terzo album in studio, che ha visto la partecipazione di vari ospiti d'eccezione, tra cui anche Clementino ed Enzo Avitabile. Intitolato SignorHunt, la cui copertina è stata curata dal rapper Francesco Paura, l'album è stato pubblicato il 23 ottobre ed è stato anticipato anche dal video della title track, pubblicato il 9 dello stesso mese.
La promozione dell'album è proseguita con la pubblicazione del secondo singolo Se mi chiami, uscito il 20 novembre 2015 e inciso in duetto con Neffa. Il 13 dicembre 2015 è stata invece annunciata la sua partecipazione alla 66ª edizione del Festival di Sanremo nella sezione "Campioni" con il singolo Wake Up, il quale si è classificato al nono posto nella serata conclusiva della manifestazione. Tale singolo, pubblicato il 10 febbraio 2016, ha anticipato la riedizione di SignorHunt, denominata SignorHunt - Wake Up Edition, uscita il 4 marzo e comprensiva di un secondo CD contenente nove brani inediti. Il 16 settembre è stato pubblicato come singolo Stella cadente, realizzato con la collaborazione di Annalisa.

### 2017-2020: Inediti eLibertà
Il 28 aprile 2017 Rocco Hunt ha presentato il singolo inedito Kevvuo', cantato in dialetto e accompagnato dal relativo video; due mesi più tardi è stata la volta di un secondo singolo, Niente da bere, seguito a novembre da Invece no, brano in cui il rapper volge una critica nei confronti di Francesco Gabbani. Il 23 novembre 2018 è stato distribuito per il download digitale il singolo Tutte 'e parole, seguito il 29 novembre dal relativo video, prodotto in formato verticale per una visione ottimale con gli smartphone.
Nell'estate 2019 Rocco Hunt ha annunciato di voler porre fine alla sua carriera musicale perché non si sentiva in grado di superare le pressioni a cui era soggetto. Tuttavia, il 31 agosto dello stesso anno ha pubblicato il suo quarto album Libertà, motivando che la sua etichetta discografica ne aveva posticipato più volte l'uscita nel corso degli anni. All'interno del disco sono presenti svariate collaborazioni, tra cui quelle con Achille Lauro, Neffa, J-Ax e i Boomdabash.
Il 3 giugno 2020, dopo il lockdown causato dalla pandemia di COVID-19, Rocco Hunt ha pubblicato il singolo Sultant' a mia con la produzione di Valerio Nazo. Un mese più tardi è invece uscito A un passo dalla Luna, realizzato insieme a Ana Mena. Il 4 settembre è stato reso disponibile l'album Buongiorno di Gigi D'Alessio, al quale Rocco Hunt ha partecipato al brano Chiove.

### 2021-2024:Rivoluzionee singoli stand-alone
Il 4 giugno 2021 è invece uscito Un bacio all'improvviso, realizzato nuovamente con Ana Mena, seguito da Fantastica uscito il 24 settembre, cantato insieme ai Boomdabash e che ha anticipato la pubblicazione del suo quinto album Rivoluzione, avvenuta il 5 novembre.
Dal 2022 l'artista ha iniziato a pubblicare singoli stand-alone. Il primo di essi è stato Caramello, realizzato insieme a Elettra Lamborghini e Lola Índigo, a cui ha fatto seguito A' vita senz' e te (Me fà paura). L'anno seguente è stata la volta di Non litighiamo più. Il 5 aprile 2024 è stato pubblicato il singolo Musica italiana.

### 2025-presente:Ragazzo di giù
Nel 2025 ha partecipato nuovamente al 75º Festival di Sanremo con il brano Mille vote ancora, classificatosi al quindicesimo posto al termine della manifestazione. Il 14 febbraio, nella quarta serata dedicata alle cover, ha duettato con Clementino cantando il brano Yes I Know My Way, classificandosi al settimo posto.
Il 25 aprile 2025 è seguita la pubblicazione del suo sesto album in studio Ragazzo di giù, insieme al singolo Cosa ti amo a fare?. Il 20 giugno è uscito il singolo Oh ma, in duetto con Noemi e inserito nella riedizione digitale dell'album Ragazzo di giù.

## Vita privata
Ha una relazione con una donna di nome Ada, dalla quale ha avuto il primogenito di nome Giovanni il 19 marzo 2017.

## Discografia
- 2013 – Poeta urbano
- 2014 – 'A verità
- 2015 – SignorHunt
- 2019 – Libertà
- 2021 – Rivoluzione
- 2025 – Ragazzo di giù

## Filmografia
- Zeta - Una storia hip-hop, regia di Cosimo Alemà (2016)
- Arrivano i prof, regia di Ivan Silvestrini (2018)

## Partecipazioni a manifestazioni canore
- Festival di Sanremo (Rai 1)
  - 2014 – 1º posto sezione "Nuove proposte" con Nu juorno buono
  - 2016 – 9º posto sezione "Campioni" con Wake Up
  - 2025 – 15º posto sezione "Campioni" con Mille vote ancora